# Bataille du gué de Jacob (1179)
Ne doit pas être confondu avec Bataille du gué de Jacob (1157).
La bataille du gué de Jacob oppose, le 23 août 1179, l'armée ayyoubide dirigée par Saladin à l'armée du royaume de Jérusalem au gué de Jacob. Le site est également connu sous le nom latin Vadum Iacob et en hébreu moderne Ateret. La victoire de Saladin sur son rival Baudouin IV de Jérusalem est considérée par de nombreux chercheurs comme ayant rendu possible la reconquête musulmane de Jérusalem en 1187.
Jérusalem a été et est encore considérée par beaucoup comme l'une des villes les plus saintes du monde. Pour cette raison, chrétiens et musulmans se sont battus pour le contrôle de la ville sainte pendant plusieurs siècles. Vers 1095, les chrétiens d'Europe ont marché vers la Terre sainte pour reprendre le contrôle de Jérusalem. En 1099, les croisés atteignent leur objectif et prennent Jérusalem aux musulmans. Bien que la ville sainte fût en proie à des troubles après la première croisade, les croisés vainquirent toute armée qui s'opposait à eux durant de nombreuses années. Saladin, une des figures plus connues de l'histoire musulmane, a été en mesure de reprendre Jérusalem en 1187, après près d'un siècle sous autorité chrétienne.

## Contexte

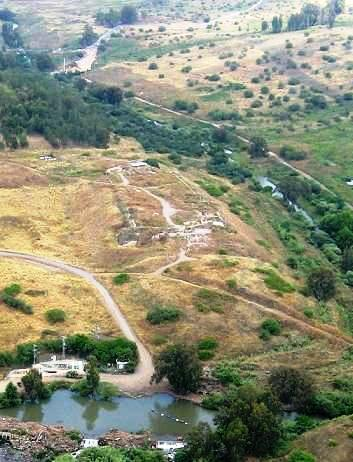
Ruines du Chastelet au bord du Jourdain (vue depuis le sud) en 2006

### Participants à la lutte pour le pouvoir en 1179 et les prémices
Saladin, l'un des plus célèbres souverains islamiques, était Sultan d'Égypte et, en 1174, sultan de Syrie après la prise de contrôle de Damas. Après avoir pris le pouvoir en Syrie, Saladin promet d'établir un empire islamique autour de Jérusalem. Naturellement, le but était de reprendre la ville sainte aux croisés, pas important vers une fin du Jihad. Un tel plan devait prendre la Terre sainte sans conflit militaire majeur. Baudouin IV prit le contrôle du Royaume de Jérusalem à l'âge de treize ans, après la mort de son père Amaury Ier en 1174, année d'arrivée au pouvoir de Saladin. Baudouin était un farouche partisan du christianisme et, par conséquent, le plus gros obstacle à surmonter pour Saladin. Bien que Baudouin ait été un chef riche et puissant, il fut frappé par la lèpre à un très jeune âge. Après près de trois ans sur le trône de Jérusalem, Baudouin fut confronté à son premier défi militaire. Saladin envahit le royaume chrétien vers 1177, mettant en déroute les croisés. Alors que Saladin était près de vingt ans plus âgé et plus expérimenté que Baudouin, le jeune monarque chrétien put surmonter des situations stressantes. Baudouin et ses croisés rusèrent face aux musulmans au Montgisard le 25 novembre 1177 et remportèrent une magnifique victoire. Comme un auteur de la croisade l'écrivit à propos du Montgisard, « il s'agissait d'une réalisation remarquable – la seule défaite en bataille rangée que Saladin eut subi avant l'arrivée de Richard Cœur de Lion et la troisième croisade.» À la fin de la bataille, Saladin fut contraint de fuir en Égypte après avoir échappé de peu à la mort. Alors que la victoire avait entraîné d'importantes pertes pour les armées de Baudouin, son image à travers le Royaume gagna en force. En fait, certains chrétiens au Proche-Orient en étaient même venus à croire que "le « miracle » de sa victoire au Montgisard apparaî[ssai]t comme un signe d'autorité divine." 

### Le gué de Jacob et le château du Chastelet
Le gué de Jacob se trouve à 150 km environ au nord de Jérusalem, sur le Jourdain, passage stratégique pour sa traversée, principale voie menant à Acre (Israël) et Damas. Ce gué était également l'un des passages les plus sûrs pour traverser le Jourdain et, en raison de son emplacement et de son importance, était utilisé par les chrétiens de Palestine et les musulmans de Syrie, carrefour majeur entre les deux civilisations. Au XIIe siècle, Baudouin et Saladin contestaient continuellement le territoire sur lequel se situait le gué de Jacob. Initiative stratégique audacieuse à la suite de sa victoire au Montgisard, Baudouin décida de faire marche vers le gué de Jacob et de construire une forteresse défensive sur son territoire. Le roi et ses croisés émirent l'hypothèse qu'une telle fortification pourrait protéger Jérusalem d'une invasion du nord et mettrait sous pression le bastion de Saladin à Damas. Entre octobre 1178 et avril 1179, Baudouin entreprit les premières étapes de la construction de sa nouvelle ligne de défense, une fortification appelée Chastelet, à proximité du gué de Jacob. Alors que la construction était en cours, Saladin devint pleinement conscient de la tâche qu'il aurait à surmonter au gué de Jacob, s'il devait protéger la Syrie et conquérir Jérusalem. Il était alors incapable d'arrêter la construction du Chastelet par la force militaire, parce qu'une grande partie de ses troupes était postée au nord de la Syrie, réprimant les rébellions musulmanes. Comme l'écrivit un auteur, « Saladin a toujours pris soin de se représenter lui-même comme le champion de l'Islam contre les intrus européens, bien qu'en fait il ait passé une grande partie, sinon plus, de sa carrière impliqué dans une guerre contre… d'autres musulmans.» Par conséquent, le sultan se tourna vers la corruption et offrit à Baudouin 60 000 dinars pour en interrompre la construction. Baudouin refusa, mais Saladin fit une contre-offre de 100 000 dinars. Le roi chrétien refusa de nouveau et continua de construire le Chastelet. À l'été 1179, les forces de Baudouin avaient érigé un mur de pierre aux proportions massives. « Le château disposait désormais d'un formidable mur de dix mètres de haut – ce qu'un Arabe contemporain décrivit plus tard comme « un rempart inexpugnable de pierre et de fer » – et un seul tour, mais il était encore en travaux».

### Plans et tactiques
Après que Baudouin eut refusé les deux offres, Saladin se détourna des soulèvements dans le nord de la Syrie et se concentra sur le gué de Jacob et le Chastelet. Il savait pertinemment que tout nouveau marché ou négociation serait vain et que plus il attendrait, plus Baudouin pourrait terminer son imposante fortification. En 1179, quelques mois seulement après le début de la construction du Chastelet, Saladin convoqua une grande armée musulmane pour marcher au sud-est en direction du gué de Jacob. Le plan était simple : faire le siège du château et de ses habitants avant que des renforts de Jérusalem ou de l'un des territoires voisins n'arrivent. Baudouin, en revanche, se trouvait à Tibériade, une province située sur le lac de Tibériade, à environ une demi-journée de marche du gué de Jacob. Si une attaque devait advenir sur son projet, les renforts pourraient arriver assez rapidement. En outre, la fortification au gué de Jacob, du moins ce qui avait été achevé, était relativement solide et était susceptible de tenir jusqu'à ce que les secours arrivent en cas de siège. Comme un auteur des croisades le soutient et le demande avec curiosité, « le siège était effectivement une course – les musulmans pouvaient-ils venir à bout des défenses de la forteresse avant que les forces latines n'arrivent ?

## La bataille
Le 23 août 1179, Saladin arrive au gué de Jacob et ordonne à ses troupes de tirer des flèches sur le château, débutant ainsi le siège de celui-ci. Alors que les archers distrayaient les hommes à l'intérieur de la fortification, les mineurs creusaient un tunnel, afin d'ouvrir une brèche dans les murs de pierre et de fer, à l'angle nord-est du Chastelet. Une fois le tunnel creusé, les forces de Saladin placèrent de gros morceaux de bois dans le tunnel et y mirent le feu. Ce procédé, appelé sape, était une méthode où les piliers de soutènement des tunnels sont brûlés, fragilisant les fondations, obligeant les murs à s'effondrer sous leur propre poids. Pour Saladin et ses troupes, la sape échoua d'abord, les tunnels n'étant pas assez larges. Aussi les troupes furent-elles forcées d'éteindre le feu avec des seaux d'eau (et furent payées une pièce d'or par seau pour le faire). Une fois l'incendie éteint, et les tunnels élargis, les mineurs reçurent l'ordre de rallumer le feu. Au même moment, Baudouin, ayant appris cette attaque, demanda des renforts de Jérusalem. Mais les communications entre Baudouin et le Chastelet étaient lentes et le siège durait alors depuis plusieurs jours.
Les forces de Baudouin à l'intérieur du château commencèrent à renforcer les portes principales entourant le château. Peu de temps après, les musulmans rallumèrent le feu dans le tunnel sous le château et les murs s'effondrèrent. Ainsi, les tentatives des Croisés pour refortifier le château furent vaines et, environ six jours après le début du siège, Saladin et ses troupes entrèrent dans le Chastelet. Le 30 août 1179, les envahisseurs musulmans avaient pillé le château au gué de Jacob et tué la plupart de ses résidents. Le même jour, moins d'une semaine après que les renforts eurent été appelés, Baudouin avec le soutien de son armée partit de Tibériade, pour seulement découvrir la fumée couvrant l'horizon au-dessus du Chastelet. De toute évidence, il était trop tard pour sauver les 700 chevaliers du Temple, architectes et ouvriers du bâtiment qui avaient été tués et les 800 autres qui avaient été faits prisonniers. Baudouin et ses renforts retournèrent en direction de Tibériade et Saladin ordonna la démolition des restes de fortification.

## Conséquences
Saladin revendiqua une victoire militaire au Chastelet, alors que ses troupes furent victimes d'un autre ennemi. Immédiatement après le siège, les 700 Croisés tués au gué de Jacob furent jetés dans le puits qui alimentait en eau le Chastelet. En raison de la chaleur d'août, les cadavres dans la fosse commencèrent à se décomposer et, par suite, une épidémie fit subir au corps d'officiers de Saladin d'importantes pertes ; ainsi, dix officiers supérieurs de Saladin moururent de cette épidémie,. 
Toutefois, ce revers n'a pas diminué les prouesses militaires de Saladin. En 1180, Saladin et Baudouin ont signé une trêve. Puis, sept ans après que la paix eut été instaurée entre les musulmans et les croisés, Saladin s'empara de Jérusalem aux dépens des Chrétiens après la bataille de Hattin en 1187. Comme le suggèrent certains spécialistes, après la conquête réussie de Saladin au gué de Jacob en 1179, Jérusalem devint extrêmement vulnérable : "l'entrée dans le Royaume via la traversée du fleuve Jourdain immédiatement au sud du lac de Tibériade… fut utilisée par Saladin en 1182, 1184 et 1187, car pratiquement sans défense. ». Saladin demeura militairement et politiquement couronné de succès au Proche-Orient après la prise de Jérusalem jusqu'à une rencontre militaire avec Richard Cœur de Lion. Après quoi il fut contraint de faire la paix en 1192. Il mourut l'année suivante. La lèpre ôta la vie au jeune roi Baudouin IV ; l'emportant à l'âge de vingt-trois ans en 1185, après avoir tenu tête au sultan sans jamais faillir.

## Importance archéologique
Aujourd'hui, la plupart des informations connues des historiens et des spécialistes de la bataille du gué de Jacob découlent des vestiges archéologiques découverts sur le site.